# Martin Sjardijn
Martin Sjardijn (ur. 1947 w Hadze) – holenderski malarz , rzeźbiarz, artysta cyfrowy i artysta konceptualny   , stworzył w 1985 r. przedsięwzięcie rzeźby nieważkiej (ang. Weightless Sculpture   ). Docent sztuk pięknych . Współzałożyciel HCAK.

## Życie i twórczość
Studiował na Królewskiej Akademii Sztuk Pięknych w Hadze . W 1978 razem z Willemem van Drechtem założył Haskie Centrum Sztuki Współczesnej (niderl.  het Haags Centrum voor Actuele Kunst - HCAK ). W 1985 r. zaproponował przedsięwzięcie rzeźby nieważkiej, proponując stworzenie: „Linii w kosmosie widocznej z ziemi nagim okiem w bezchmurną noc” - (ang. "A line in outerspace visible from earth with the naked eye at clear nights.") Na jego apel (wysłany do międzynarodowych agencji prasowych) odpowiedział Christo  . A po kilku dniach odpowiedział listownie Harald Szeeman  . Od 1998 roku pracuje nad przedsięwzięciami związanymi ze sztuką i edukacją, wykorzystując technologię 3D VRML, we współpracy z Muzeum Groninger w Holandii . 
W 2011 roku znów zaczął malować . Jego obrazy znajdują się w licznych prywatnych kolekcjach oraz w Narodowej Kolekcji Sztuk Plastycznych niderl. Rijksdienst Beeldende Kunst, oraz w Kolekcji Sztuki Holenderskiej Poczty niderl. TNT Postkunstcollectie .

## Praca akademicka
W latach (1985 - 2012) nauczyciel akademicki na Królewskiej Akademii Sztuk Pięknych w Hadze .

## Wybrane wystawy[3]
- Peter Kattenberg Gallery NY (USA)
- ABC No Rio NY (USA)
- De Lege Ruimte Brugge (BE)
- Kunstnernes Hus Oslo (NO)
- HCAK Den Haag (NL)
- Gallery Swart Amsterdam (NL)
- Gemeentemuseum Den Haag (NL)
- Omniversum Den Haag (NL)
- Pictura Dordrecht (NL)
- Groninger Museum Groningen (NL)
- Haagse Kunstkring Den Haag (NL)
- Pulchri Studio Den Haag (NL)
- Rhizome (USA)